# Ken Yeang
« El ser humano debe aspirar a que sus edificios se reconecten con el ecosistema, así sus lugareños podrán reconectarse con la vida » 

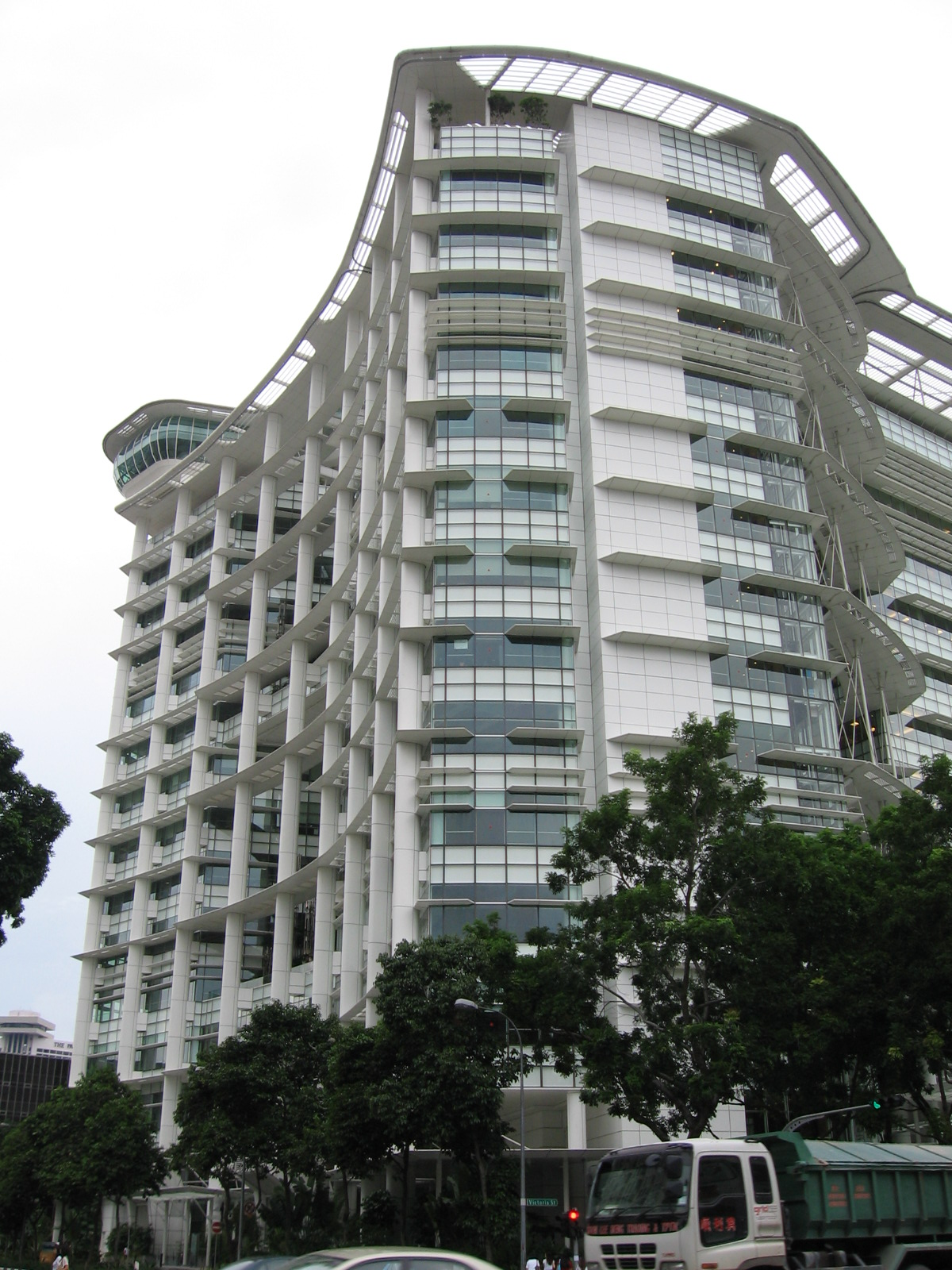
Biblioteca Nacional de Singapur, obra de Yeang.

Kean Yeang (Penang, 1948)  conocido " El padre del Ecodiseño", es un arquitecto planificador, ecologista, autor, teórico y pensador, nacido en Penang, Malasia que se  destaca por su aproximación ecológica al diseño arquitectónico. Educado en el Reino Unido, se graduó como arquitecto por la Architectural Association School of Architecture de Londres, doctorándose  en  arquitectura ecológica y planificación  en la Universidad de Cambridge,  elaborando su  tesis sobre arquitectura ecológica. Yeang es especialista en arquitectura sostenible y ha escrito varios tratados sobre diseño ecológico y bioclimático.  En 1999 obtuvo un Premio Príncipe Claus, junto con otros premios recibidos como el  Premio Aga Khan, la Medalla de Oro del Instituto de Arquitectos de Malasia, el Premio Merdeka del Gobierno de Malasia.
Tiene un amplio conocimiento en proyectos medioambientales a gran escala y edificios de alto rendimiento que van más allá de los grados generalmente otorgados por certificaciones ecológicas, y reconocido por sus proyectos de alto valor estético.
“Un arquitecto es un ser humano, y los  humanos somos una especie más del mundo (la más poderosa). Todas las especies construyen; las aves construyen nidos; los castores construyen represas; los arquitectos construimos edificios. Pero lo hemos hecho de manera equivocada, provocando cosas terribles en el planeta, restándole diversidad, debilitándolo” afirma Yeang. “Nadie puede inventar algo mejor que la naturaleza; la naturaleza es mi mayor fuente de inspiración”.
Ha desarrollado más de 200 proyectos de construcción y torres «bioclimáticas», que han tenido un gran impacto en todo el mundo, contando con la más  alta tecnología con principios orgánicos.

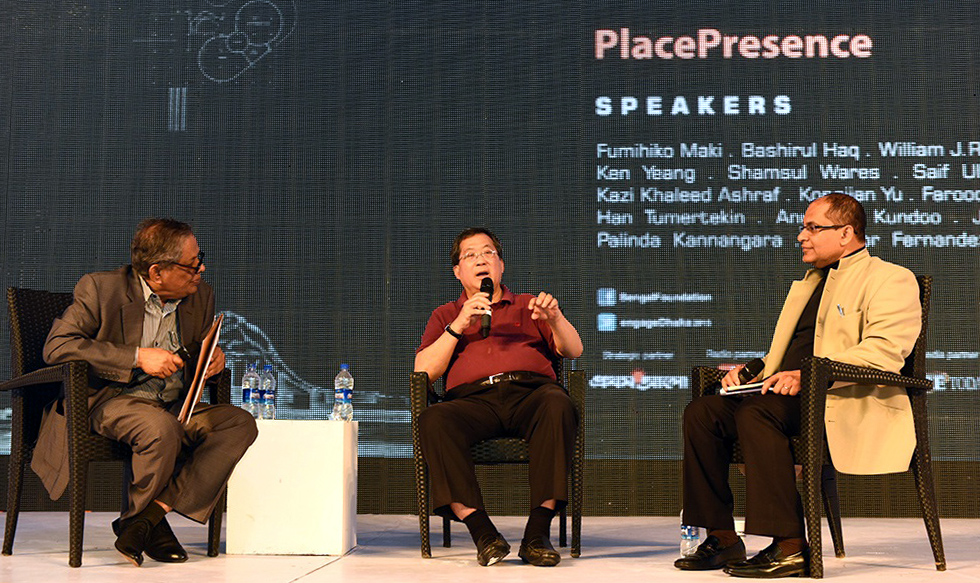

## Publicaciones
- The Architecture of Malaysia (1890-1990), 1992.
- Designing with Nature (Proyectar con la naturaleza), 1995.
- The Skyscraper: Bioclimatically Considered, 1997
- The Green Skyscraper (El rascacielos ecológico), 2000

## Proyectos
- Torre Menara Mesiniaga, Subang Jaya, Malasia (1991-1993)
- Mesiniaga Penang, Penang, Malasia (2003)
- Biblioteca Nacional de Singapur, Singapur (2005-2006)